# Épieds, Maine-et-Loire

Épieds este o comună în departamentul Maine-et-Loire, Franța. În 2009 avea o populație de 677 de locuitori.